# Moshi Moshi Records
Moshi Moshi Records é um pequeno selo de música independente de Londres que lançou bandas como The Rakes, Bloc Party, Hot Chip, Hot Club De Paris, Kate Nash, Junkboy, Architecture in Helsinki, Tilly And The Wall e Slow Club, entre outros.
Moshi Moshi também seleciona artistas para o Single Club, uma iniciativa para o lançamentos de singles de novos artistas, que tem sido responsável pelas primeiras gravações de artistas como Florence and the Machine, Thecocknbullkid, Fanfarlo, Casiokids, Lykke Li e Friendly Fires entre outros.
O selo comemorou seu aniversário no dia 10 de Outubro de 2008 com apresentações de artistas como: Hot Chip, Kate Nash, Florence And The Machine, Slow Club, Tilly And The Wall, The Mae Shi, The Wave Pictures e James Yuill.
O nome vem dos cartões de telefone usados no Japão chamados de "moshi moshi", que quer dizer "Olá" ou "Alô" em japonês.